# Memleben
Memleben ist ein Ortsteil der Gemeinde Kaiserpfalz im Burgenlandkreis in Sachsen-Anhalt.

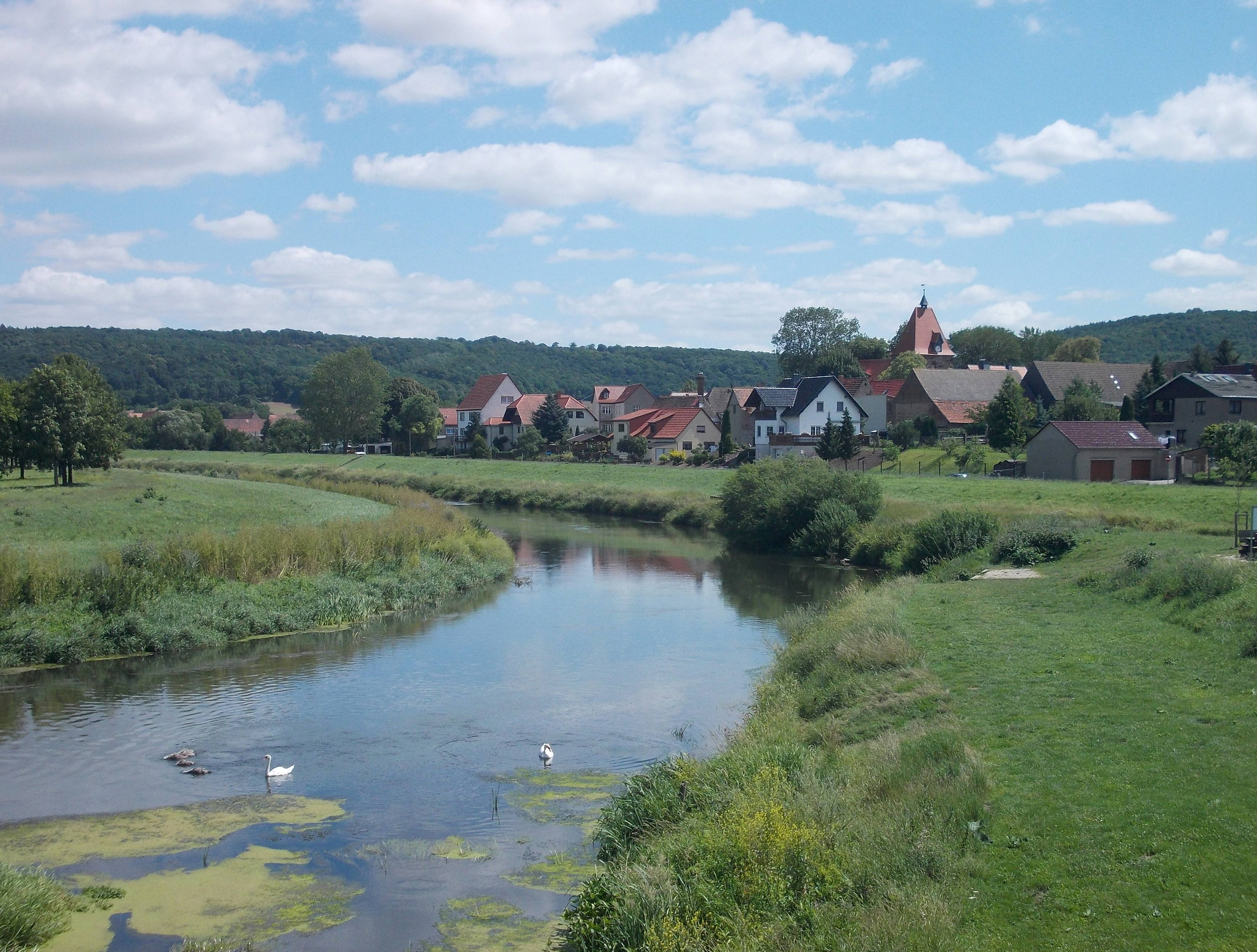
Memleben von der Unstrutbrücke

## Geografie
Der Ort liegt im westlichen Burgenlandkreis unweit von Nebra an der Unstrut. Er ist Teil der Verbandsgemeinde An der Finne mit Sitz in Bad Bibra.

## Geschichte

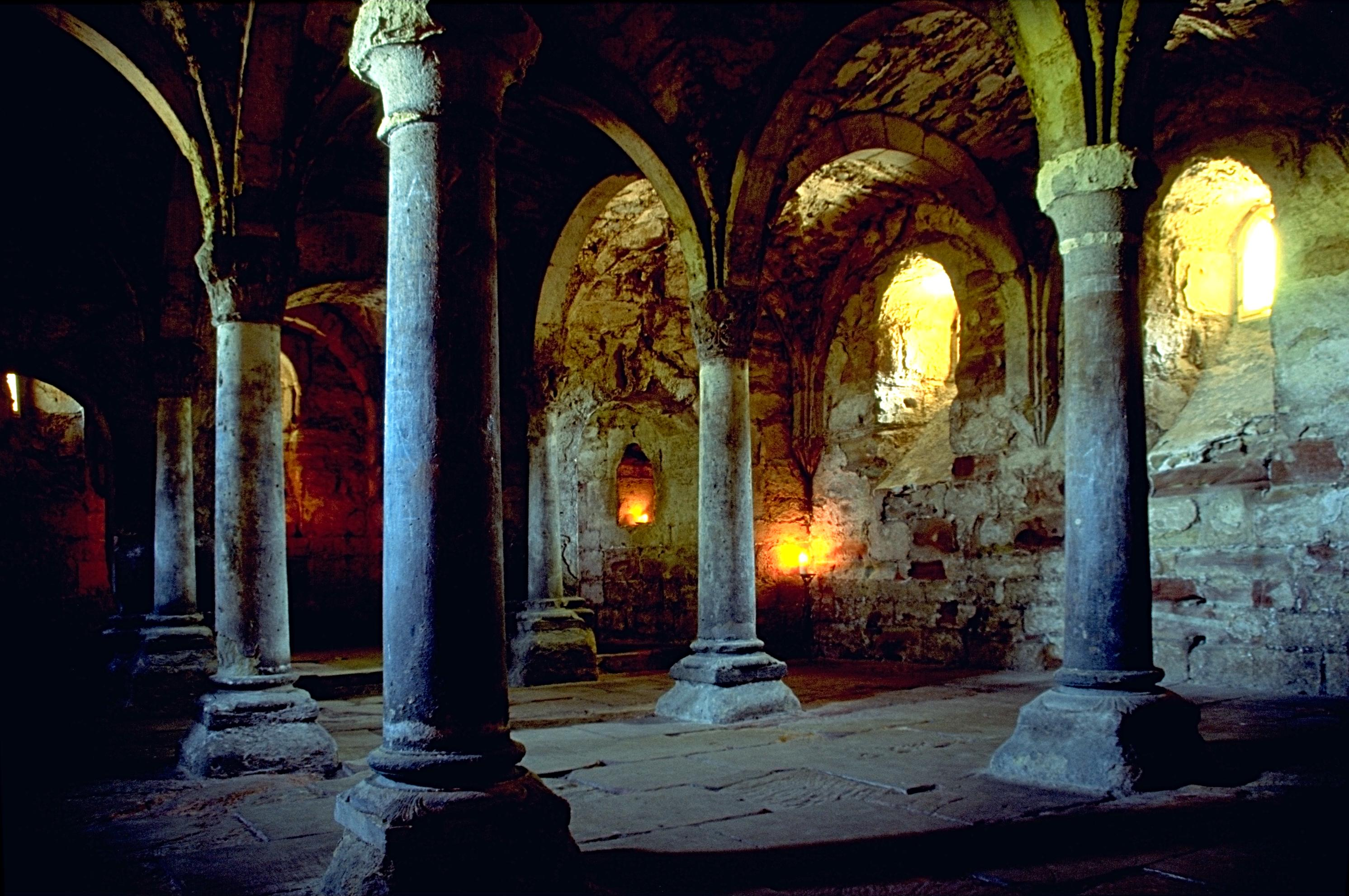
Krypta der Klosterruine Memleben

### Besiedlung des Ortes in der Ur- und Frühgeschichte
Im Rahmen der Erforschung der Funde von Nebra ergrub die Friedrich-Schiller-Universität Jena auf dem Wendelstein unter anderem eine eisenzeitliche Vorratsgrube mit dem Skelett einer Ziege. Andere Funde deuten auf eine Nutzung des Fundplatzes schon in der späten Bronzezeit.

### Memleben im Mittelalter
„Mimilebo“, „Mimileba“ oder „Mimileiba“ bezeichnet das Erbgut eines Mimo oder Mimi.
Der Ort wurde bereits 780 in einem Verzeichnis der Güter des vom Erzbischof Lullus († 786) von Mainz erbauten Klosters Hersfeld als Mimelebo urkundlich erwähnt.
In einem zwischen 881 und 899 entstandenen Verzeichnis des Zehnten des Klosters Hersfeld wird als zehntpflichtiger Ort Meginrichesdorpf im Friesenfeld erwähnt. Hermann Größler brachte diesen Ort in Verbindung mit Memleben oder der späteren Wüstung Weningenmemleben auf dem linken Ufer der Unstrut. Gleichzeitig wird auch der Ort Mimileba genannt.
Seine Bedeutung wuchs unter der Regierungszeit des ersten sächsischen Königs des ostfränkischen Reichs Heinrich I. Heinrich I. starb am 2. Juli 936 hier vermutlich nach einem Schlaganfall. Sein Sohn Otto I. hielt sich ebenfalls häufig in Memleben auf, mehrfach stellte er dort Urkunden aus. Dem Ort wuchs damit reichsweite Bedeutung zu. Auch Otto I. starb in Memleben am 7. Mai 973. Nach Widukind von Corvey wurden seine Eingeweide in einer Marienkirche in Memleben beigesetzt. Der Sohn Ottos des Großen, Otto II., stiftete zu Ehren seines Vaters vor oder zu Beginn des Jahres 979 ein Benediktinerkloster, das er durch zahlreiche Schenkungen förderte. Die größte Bedeutung erlangte Memleben unter Otto III.
1015 endete die Blütezeit Memlebens. Heinrich II., der Nachfolger von Otto III., hatte zwar am 16. November 1002, im Jahr seines Regierungsantrittes, dem Abt Reinhold noch die durch seine Vorgänger zugesicherten Privilegien wie freie Abt- und Vogtwahl und Güter bestätigt und das Kloster sogar mit den drei Reichsabteien Fulda, Corvey und Reichenau rechtlich gleichgestellt, doch 13 Jahre später revidierte er diese Entscheidung  und unterstellte Kloster Memleben wieder dem Kloster Hersfeld.

### Neuzeit
Am 1. Mai 1525 wurde das Kloster von aufständischen Bauern und deren Frauen geplündert, 1548 nach zunehmendem Niedergang infolge der Reformation endgültig aufgehoben. 1551 wurden die zugehörigen Güter vom sächsischen Kurfürsten eingezogen und der Landesschule Pforta geschenkt, die gerade neu gegründet worden war. Sie behielt es bis zum Ende des Zweiten Weltkrieges. Memleben gehörte seit 1551 als Exklave bis 1815 zum kursächsischen Amt Pforta.
1641 plünderten die Franzosen Memleben, wobei 164 Menschen starben. 1722 zerstörte ein Blitz das Kirchendach der alten Klosterkirche. Jahre später wurde damit begonnen, die Kirche abzubrechen. Heute sind die Überreste dieser Kirche noch zu sehen und einen Besuch wert. 1763 wurde der Ort durch einen Brand fast vollständig zerstört, entsprechend sind dem Ortsbild die alten Bauten großenteils verloren gegangen. Durch die Beschlüsse des Wiener Kongresses kam Memleben 1815 an Preußen und wurde 1816 dem Landkreis Eckartsberga im Regierungsbezirk Merseburg der Provinz Sachsen zugeteilt, zu dem er bis 1944 gehörte. 1936 feierte Memleben unter nationalsozialistischer Herrschaft seine tausendjährige Geschichte in Erinnerung an den 1000. Todestag von Heinrich I.
Nach dem Zweiten Weltkrieg wurde in Memleben ein großes Volkseigenes Gut (VEG) gegründet, das auch Eigentum an dem ehemaligen Kloster erhielt. Es wurde baulich viel verändert, neue Scheunen, Ställe, Wohnungen und Büroräume entstanden. Während der Zeit der DDR wurde im VEG Memleben auf den Feldern der Region intensiv Saatzucht (Getreide) betrieben, es gab riesige Schweinemastanlagen und Kuhställe in Memleben. Die Bevölkerung wuchs in dieser Zeit auf über 1000 Einwohner an. Von 1970 bis zur Wende veranstaltete Memleben alljährlich zwei Wochen nach Pfingsten die weit über die Gebietsgrenzen bekannten Kooperationsfestspiele. 1986 feierte Memleben seinen 1200. Jahrestag der urkundlichen Ersterwähnung.
1991 bewarb sich der Ort um den Sitz der Bundeshauptstadt und begründete seine Bewerbung mit der außerordentlich bedeutsamen Geschichte des Ortes. Mit der Gründung der Straße der Romanik wurden auch die ersten Mittel für die Rettung der Klosteranlage in Memleben bereitgestellt und somit der Grundstein für die heutige Entwicklung gelegt.
Am 1. Juli 2009 wurde Memleben in die neue Gemeinde Kaiserpfalz und in die Verbandsgemeinde An der Finne eingegliedert.

## Politik

### Bürgermeister
Nach der Wende war von 1989 bis 1994 Uwe Hartung hauptamtlicher Bürgermeister. Der letzte (ehrenamtliche) 
Bürgermeister war vom 1. Juli 1994 bis 30. Juni 2009 Helmut Reich († 24. Mai 2012).

## Sehenswürdigkeiten

### Kloster und Kaiserpfalz

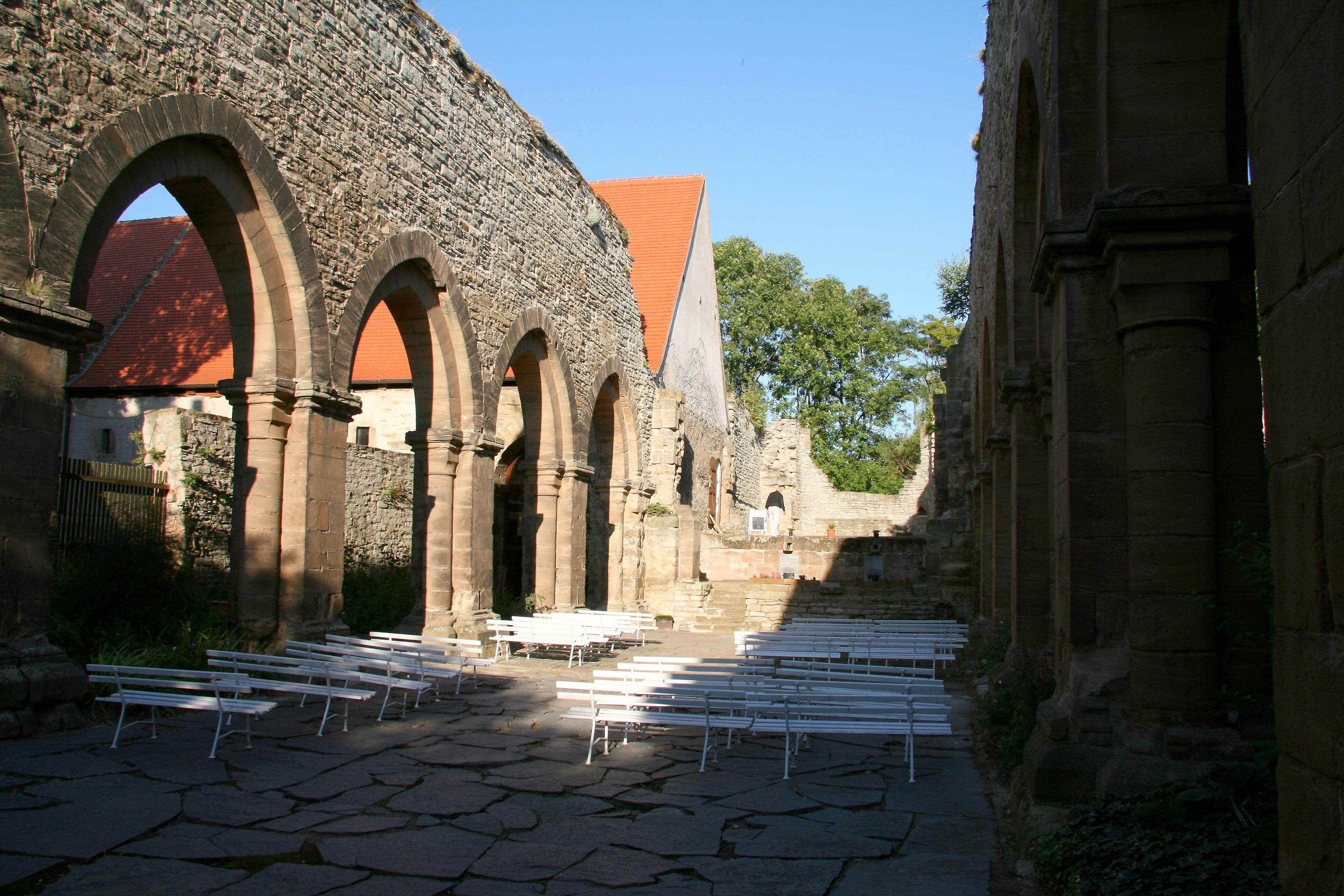
Ruine der Klosterkirche von Westen

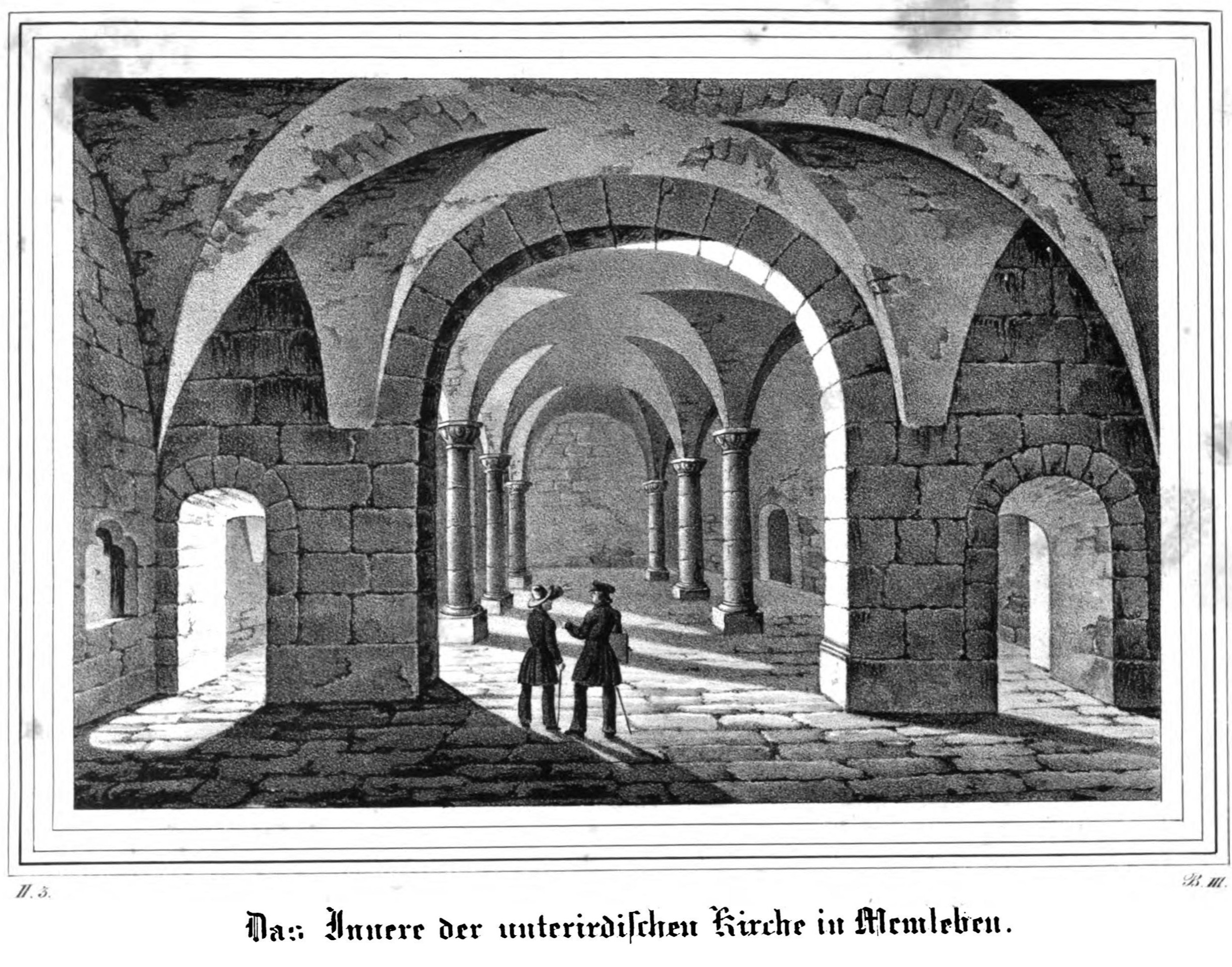
Das Innere der unterirdischen Kirche in Memleben, 1836.

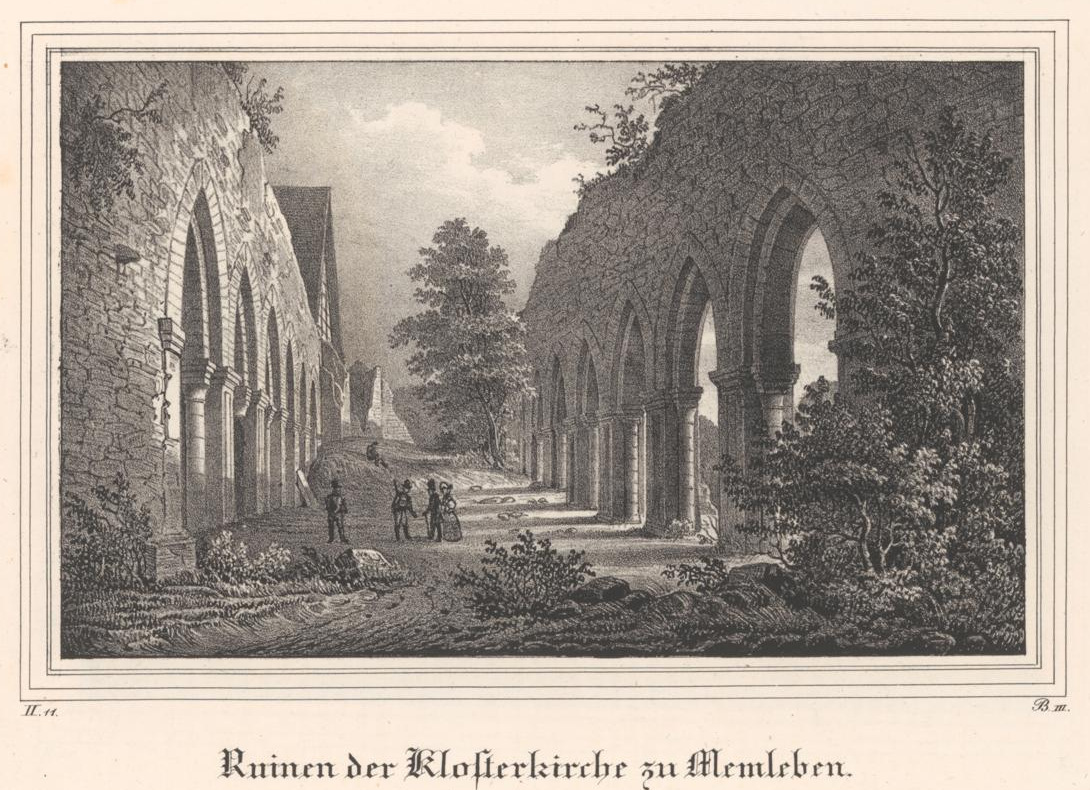
Ruine der Klosterkirche, 1838

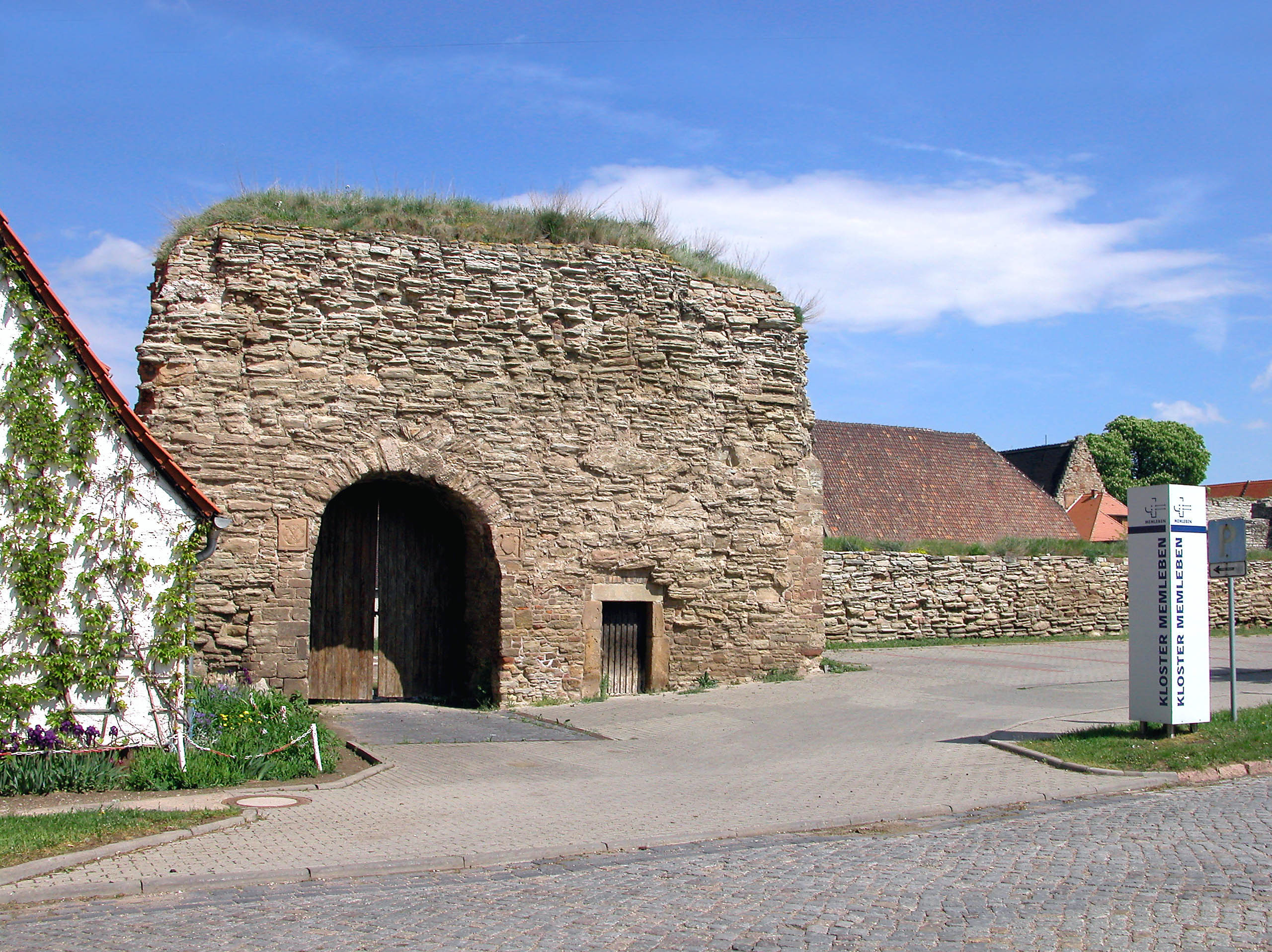
Kaisertor der ehem. Marienkirche aus dem 10. Jh.

Zwar sind von der alten Pfalz bisher keine baulichen Reste nachgewiesen, doch stehen von der Monumentalkirche des 10. Jahrhunderts noch einige Mauerteile wie das südwestliche Querhaus, die südliche Langhauswand und ein nicht unerheblicher Teil des südwestlichen Vierungspfeilers. Es handelt sich um eine Doppelchoranlage von immensen Ausmaßen (Länge 82 Meter, Breite 39,5 Meter). Der Grundriss ist archäologisch gesichert und wird durch Pflasterung präsentiert.
Im 12. Jahrhundert wurde mit dem Bau einer neuen, kleineren Klosteranlage begonnen. Von der Klosterkirche, die in der 1. Hälfte des 13. Jahrhunderts fertiggestellt worden ist, ist besonders die spätromanische Krypta hervorzuheben. Sie ist der einzige im Originalzustand erhaltene Raum der Klosteranlage. Die frühgotischen Mittelschiffsarkaden der Kirche prägen den romantischen Charakter der gesamten Anlage. Auf den Pfeilern im Langhaus sind lebensgroße Schattenbilder zu erkennen.
Die Gesamtanlage wird inzwischen als „Museum Kloster und Kaiserpfalz Memleben“ genutzt. Ein nachempfundener, mittelalterlicher Klostergarten ebenso wie zahlreiche Ausstellungsbereiche, die die ehemaligen Klausurgebäude füllen, übermitteln dem Besucher ein Bild von der Bedeutung des Ortes Memleben über die Baugeschichte des Klosters bis hin zum benediktinischen Klosterleben und zur mittelalterlichen Buchherstellung in einem sogenannten Skriptorium. Führungen, museumspädagogische Veranstaltungen sowie kulturelle Veranstaltungen beleben das ehemalige Benediktinerkloster.
Mit einem Sonderpreis wurde die Gemeinde Memleben für die Weiterentwicklung des Museums Kloster und Kaiserpfalz Memleben durch den Wirtschaftsminister Sachsen-Anhalts 2008 im Rahmen des Romanikpreises ausgezeichnet. Zur Begründung des Preises hieß es, durch das Engagement von Gemeinde, Verwaltungsgemeinschaft und Förderverein seien dort zwei Dauerausstellungen, ein Klosterladen und das museumspädagogische Angebot „Lebendiges Kloster“ entstanden.
Im Oktober 2008 wurde die Stiftung Kloster und Kaiserpfalz Memleben von der damaligen Gemeinde Memleben errichtet. Die Stiftung wird vom Bürgermeister der Verbandsgemeinde An der Finne geleitet. Sie hat seitdem zahlreiche Bauvorhaben umgesetzt und am 15. März 2012 eine neue Klosterpforte als neuen Eingangs- und Informationsbereich eröffnet.
Nach Umbauten sind Klosterkirche, Klostergarten und Klausurhof seit 2024 barrierefrei nutzbar.

### Weitere Sehenswürdigkeiten

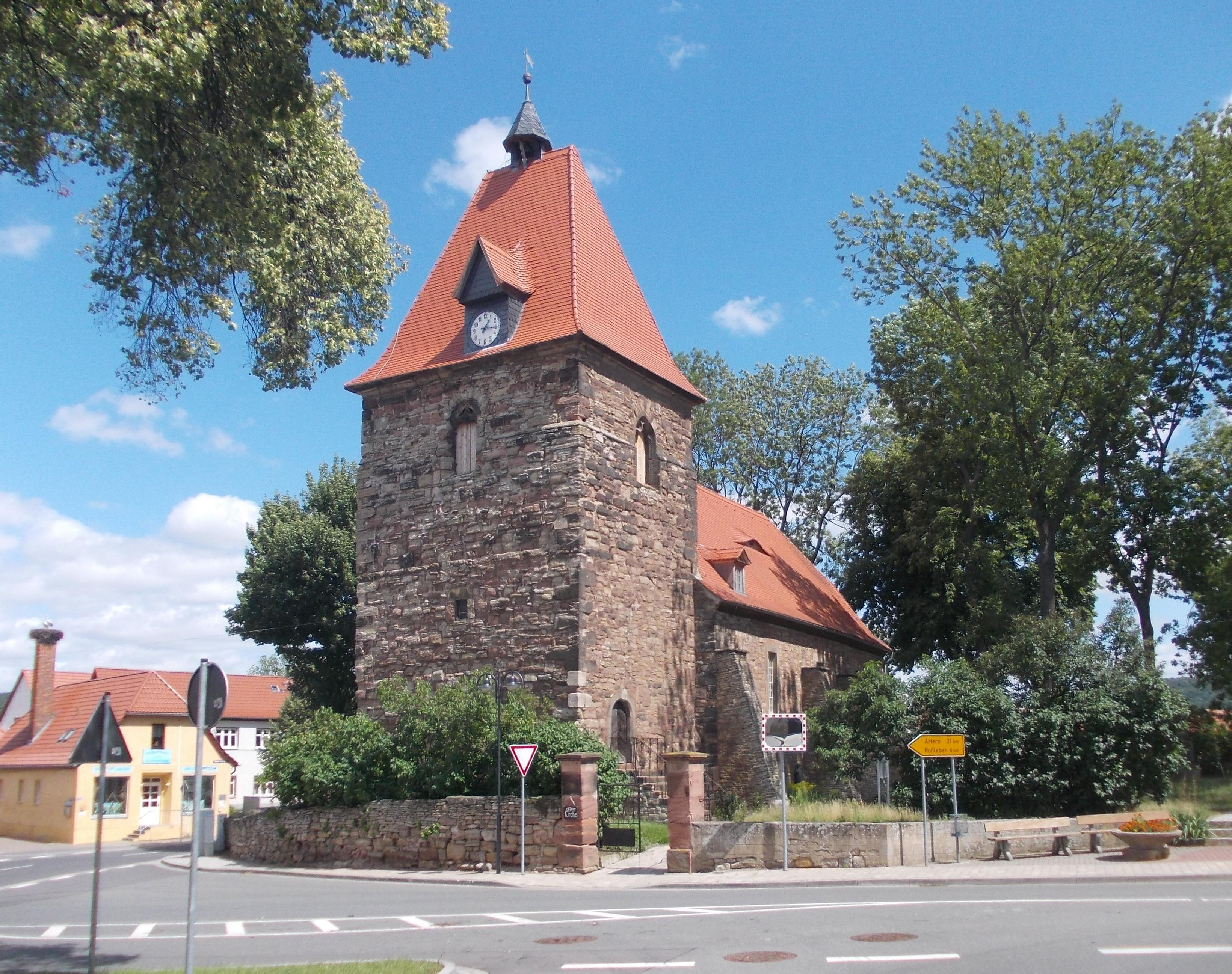
Kirche Sankt Martin in Memleben

Die Kirche St. Martin hat ebenfalls ihren Ursprung im Mittelalter und wird momentan saniert, damit sie von der Kirchgemeinde weiterhin genutzt werden kann.
Seit einigen Jahren befindet sich ein Erlebnistierpark mit zahlreichen einheimischen und exotischen Tieren im Ort.
Auf dem Wendelstein steht eine in ihren Ursprüngen aus dem 14. Jahrhundert stammende Burgruine. Vom ältesten Teil der Burg sind Reste einer romanischen Kapelle erhalten. Beeindruckend sind der stufenartig angelegte Burggraben und die Kasematten.

## Persönlichkeiten
- Gottlob Wilhelm Müller (1790–1875), evangelischer Theologe und Pädagoge
- Heinrich Pfeil (1880–unbekannt), Jurist, Präsident des Landgerichts Wiesbaden